# Jugadors estrangers de la història de l'NBA
Els Jugadors estrangers de la història de l'NBA que es mostren en aquesta pàgina són tots aquells jugadors professionals de bàsquet no-estatunidencs que han jugat a la lliga professional estatunidenca: NBA.
- Agrupats per la seva nacionalitat, els que tenen doble nacionalitat duen la seva bandera al seu costat
- Subratllats els membres del Saló de la Fama

## Alemanya
| 1946-1947  | 1947-1985 | 1985-1987       | 1987-1990       | 1990-1993       | 1993-1998       | 1998-2001       | 2001-2003     | 2003-2005     | 2005-2012     | 2012-2013     | 2013-2014       | 2014-2015       | 2015-2016       | 2016-2017       | 2017-2018       | 2018-2020          | 2020-2021          | 2021-2022          |
| ---------- | --------- | --------------- | --------------- | --------------- | --------------- | --------------- | ------------- | ------------- | ------------- | ------------- | --------------- | --------------- | --------------- | --------------- | --------------- | ------------------ | ------------------ | ------------------ |
| Frido Frey |           | Detlef Schrempf | Detlef Schrempf | Detlef Schrempf | Detlef Schrempf | Detlef Schrempf |               | Chris Kaman   | Chris Kaman   | Chris Kaman   | Chris Kaman     | Chris Kaman     | Chris Kaman     | Paul Zipser     | Paul Zipser     | Isaiah Hartenstein | Isaiah Hartenstein | Isaiah Hartenstein |
|            |           | Uwe Blab        | Uwe Blab        |                 | Shawn Bradley   | Shawn Bradley   | Shawn Bradley | Shawn Bradley |               | Tim Ohlbrecht | Dennis Schröder | Dennis Schröder | Dennis Schröder | Dennis Schröder | Dennis Schröder | Dennis Schröder    | Dennis Schröder    | Dennis Schröder    |
|            |           |                 | Christian Welp  |                 |                 | Dirk Nowitzki   | Dirk Nowitzki | Dirk Nowitzki | Dirk Nowitzki | Dirk Nowitzki | Dirk Nowitzki   | Dirk Nowitzki   | Dirk Nowitzki   | Dirk Nowitzki   | Dirk Nowitzki   | Dirk Nowitzki      |                    | Franz Wagner       |
|            |           |                 |                 |                 |                 |                 |               |               |               |               | Elias Harris    |                 | Tibor Pleiß     |                 | Maxi Kleber     | Maxi Kleber        | Maxi Kleber        | Maxi Kleber        |
|            |           |                 |                 |                 |                 |                 |               |               |               |               |                 |                 |                 |                 | Daniel Theis    |                    |                    |                    |
|            |           |                 |                 |                 |                 |                 |               |               |               |               |                 |                 |                 |                 |                 | Moritz Wagner      |                    |                    |
|            |           |                 |                 |                 |                 |                 |               |               |               |               |                 |                 |                 |                 |                 | Isaac Bonga        |                    |                    |
| 1          | 0         | 2               | 3               | 1               | 2               | 3               | 2             | 3             | 2             | 3             | 4               | 3               | 4               | 3               | 5               | 7                  | 6                  | 7                  |

## Angola
| 2020-2023      |
| Bruno Fernando |
| 1              |
| -------------- |

## Antigua i Barbuda
| 2005-2007    |
| Julius Hodge |
| 1            |
| ------------ |

## Argentina
| 2000-2001            | 2001-2002 | 2002-2003            | 2003-2004     | 2004-2005      | 2005-2006       | 2006-2007       | 2007-2008       | 2008-2009       | 2009-2011       | 2011-2012      | 2012-2014      | 2014-2016      | 2016-2017            | 2017-2018     | 2018-2020 | 2020-2021        | 2021-2022        | 2022-2023        |
| -------------------- | --------- | -------------------- | ------------- | -------------- | --------------- | --------------- | --------------- | --------------- | --------------- | -------------- | -------------- | -------------- | -------------------- | ------------- | --------- | ---------------- | ---------------- | ---------------- |
| Rubén Wolkowyski     |           | Rubén Wolkowyski     |               | Carlos Delfino | Carlos Delfino  | Carlos Delfino  | Carlos Delfino  |                 | Carlos Delfino  | Carlos Delfino | Carlos Delfino |                | Patricio Garino      |               |           | Facundo Campazzo | Facundo Campazzo | Facundo Campazzo |
|                      |           | Manu Ginóbili        | Manu Ginóbili | Manu Ginóbili  | Manu Ginóbili   | Manu Ginóbili   | Manu Ginóbili   | Manu Ginóbili   | Manu Ginóbili   | Manu Ginóbili  | Manu Ginóbili  | Manu Ginóbili  | Manu Ginóbili        | Manu Ginóbili |           |                  | Gabriel Deck     |                  |
| Juan Ignacio Sánchez |           | Juan Ignacio Sánchez |               | Andrés Nocioni | Andrés Nocioni  | Andrés Nocioni  | Andrés Nocioni  | Andrés Nocioni  | Andrés Nocioni  | Andrés Nocioni |                |                | Nicolás Brussino     |               |           |                  | Leandro Bolmaro  | Leandro Bolmaro  |
|                      |           |                      |               |                | Fabricio Oberto | Fabricio Oberto | Fabricio Oberto | Fabricio Oberto | Fabricio Oberto | Pablo Prigioni | Pablo Prigioni | Pablo Prigioni | Nicolás Laprovittola |               |           |                  |                  |                  |
|                      |           |                      |               |                |                 | Walter Herrmann |                 |                 |                 |                |                |                |                      |               |           |                  |                  |                  |
|                      |           |                      |               |                |                 |                 | Luis Scola      |                 |                 |                |                |                |                      |               |           |                  |                  |                  |
| 2                    | 0         | 3                    | 1             | 3              | 4               | 5               | 6               | 5               | 5               | 5              | 4              | 3              | 5                    | 2             | 0         | 1                | 3                | 2                |

## Austràlia
| 1991-1993   | 1993-1994   | 1994-1995   | 1995-1996   | 1996-97      | 1997-98      | 1998-1999    | 1999-2000    | 2000-2001   | 2001-2003 | 2003-2004  | 2004-2005 | 2005-2007       | 2007-2008    | 2008-2009    | 2009-2010      | 2010-2011      | 2011-2012    | 2012-2013    | 2013-2014           | 2014-2016           | 2016-2017           | 2017-2018           | 2018-2019           | 2019                | 2019-2020           | 2020-2021           | 2021-2022    | 2022-2023           |
| ----------- | ----------- | ----------- | ----------- | ------------ | ------------ | ------------ | ------------ | ----------- | --------- | ---------- | --------- | --------------- | ------------ | ------------ | -------------- | -------------- | ------------ | ------------ | ------------------- | ------------------- | ------------------- | ------------------- | ------------------- | ------------------- | ------------------- | ------------------- | ------------ | ------------------- |
| Luc Longley | Luc Longley | Luc Longley | Luc Longley | Luc Longley  | Luc Longley  | Luc Longley  | Luc Longley  | Luc Longley |           |            |           | Andrew Bogut    | Andrew Bogut | Andrew Bogut | Andrew Bogut   | Andrew Bogut   | Andrew Bogut | Andrew Bogut | Andrew Bogut        | Andrew Bogut        | Andrew Bogut        | Andrew Bogut        | Andrew Bogut        | Isaac Humphries     |                     | Josh Green          | Josh Green   | Josh Green          |
|             | Darnell Mee | Darnell Mee |             | Shane Heal   | Chris Anstey | Chris Anstey | Chris Anstey |             |           | Shane Heal |           | Luke Schenscher |              | Nathan Jawai | Nathan Jawai   |                |              | Aron Baynes  | Aron Baynes         | Aron Baynes         | Aron Baynes         | Aron Baynes         | Aron Baynes         | Aron Baynes         | Aron Baynes         | Aron Baynes         | Jock Landale | Jock Landale        |
|             | Andrew Gaze |             |             | Mark Bradtke |              | Andrew Gaze  |              |             |           |            |           |                 |              |              | Patty Mills    | Patty Mills    | Patty Mills  | Patty Mills  | Patty Mills         | Patty Mills         | Patty Mills         | Patty Mills         | Patty Mills         | Patty Mills         | Patty Mills         | Patty Mills         | Patty Mills  | Patty Mills         |
|             | Ricky Grace |             |             |              |              |              |              |             |           |            |           |                 |              |              | David Andersen | David Andersen |              |              | Matthew Dellavedova | Matthew Dellavedova | Matthew Dellavedova | Matthew Dellavedova | Matthew Dellavedova | Matthew Dellavedova | Matthew Dellavedova | Matthew Dellavedova |              | Matthew Dellavedova |
|             |             |             |             |              |              |              |              |             |           |            |           |                 |              |              |                |                |              |              |                     | Dante Exum          | Dante Exum          | Dante Exum          | Dante Exum          | Dante Exum          | Dante Exum          | Dante Exum          | Josh Giddey  | Josh Giddey         |
|             |             |             |             |              |              |              |              |             |           |            |           |                 |              |              |                |                |              |              |                     | Joe Ingles          |                     |                     |                     |                     |                     |                     |              |                     |
|             |             |             |             |              |              |              |              |             |           |            |           |                 |              |              |                |                |              |              |                     | Cameron Bairstow    | Thon Maker          | Thon Maker          | Thon Maker          | Thon Maker          | Thon Maker          | Thon Maker          |              | Dyson Daniels       |
|             |             |             |             |              |              |              |              |             |           |            |           |                 |              |              |                |                |              |              |                     |                     |                     | Ben Simmons         |                     |                     |                     |                     |              |                     |
|             |             |             |             |              |              |              |              |             |           |            |           |                 |              |              |                |                |              |              |                     |                     |                     | Mangok Mathiang     | Ryan Broekhoff      | Ryan Broekhoff      | Ryan Broekhoff      | Will Magnay         |              |                     |
|             |             |             |             |              |              |              |              |             |           |            |           |                 |              |              |                |                |              |              |                     |                     |                     |                     | Jonah Bolden        |                     |                     |                     |              |                     |
|             |             |             |             |              |              |              |              |             |           |            |           |                 |              |              |                |                |              |              |                     |                     |                     |                     |                     | Matisse Thybulle    |                     |                     |              |                     |
|             |             |             |             |              |              |              |              |             |           |            |           |                 |              |              |                |                |              |              |                     |                     |                     |                     |                     | Deng Adel           |                     |                     |              |                     |
|             |             |             |             |              |              |              |              |             |           |            |           |                 |              |              |                |                |              |              |                     |                     |                     |                     |                     | Mitch Creek         |                     |                     |              |                     |
| 1           | 4           | 2           | 1           | 3            | 2            | 3            | 2            | 1           | 0         | 1          | 0         | 2               | 1            | 2            | 4              | 3              | 2            | 3            | 4                   | 7                   | 8                   | 9                   | 10                  | 13                  | 10                  | 10                  | 7            | 9                   |

## Àustria
| 2016-2023   |
| Jakob Pöltl |
| 1           |
| ----------- |

## Bahames
| 1978-1990       | 1990-1991       | 1991-1992 | 1992-1993        | 1993-2011 | 2011-2012       | 2012-2016 | 2016-2018   | 2018-2021     | 2021-2023     |
| --------------- | --------------- | --------- | ---------------- | --------- | --------------- | --------- | ----------- | ------------- | ------------- |
| Mychal Thompson | Mychal Thompson |           | Dexter Cambridge |           | Mychel Thompson |           | Buddy Hield | Buddy Hield   | Buddy Hield   |
|                 | Ian Lockhart    |           |                  |           |                 |           |             | DeAndre Ayton | DeAndre Ayton |
|                 |                 |           |                  |           |                 |           |             |               | Kai Jones     |
| 1               | 2               | 0         | 1                | 0         | 1               | 0         | 1           | 2             | 3             |

## Bèlgica
| 2004-2011     |
| Didier Mbenga |
| 1             |
| ------------- |

## Belize
| 1998-1999      | 1999-2005    | 2005-2006    |
| Marlon Garnett | Milt Palacio | Milt Palacio |
| -------------- | ------------ | ------------ |
|                |              | Noel Felix   |
| 1              | 1            | 2            |

## Belarús
| 2012-2014    |
| Maalik Wayns |
| 1            |
| ------------ |

## Bòsnia i Hercegovina
| 1999-2000            | 2000-2001 | 2001-2002   | 2002-2004   | 2004-2005            | 2005-2012 | 2012-2014       | 2014-2018       | 2018-2020   | 2020-2022 | 2022-2023  |
| -------------------- | --------- | ----------- | ----------- | -------------------- | --------- | --------------- | --------------- | ----------- | --------- | ---------- |
| Aleksandar Radojević |           | Ratko Varda | J.R. Bremer | Aleksandar Radojević |           | Mirza Teletović | Mirza Teletović | Džanan Musa |           | Luka Garza |
|                      |           |             |             |                      |           |                 | Jusuf Nurkić    |             |           |            |
| 1                    | 0         | 1           | 1           | 1                    | 0         | 1               | 2               | 2           | 1         | 2          |

## Brasil
| 1988-1989        | 1989-1991 | 1991-1992   | 1992-2002 | 2002-2003 | 2003-2004       | 2004-2005        | 2005-2006        | 2006-2007        | 2007-2008        | 2008-2010        | 2010-2012        | 2012-2013        | 2013-2014        | 2014-2015        | 2015-2017         | 2017-2018      | 2018-2019     | 2019          | 2019-2020     | 2020-2021        | 2021-2022    | 2022-2023 |
| ---------------- | --------- | ----------- | --------- | --------- | --------------- | ---------------- | ---------------- | ---------------- | ---------------- | ---------------- | ---------------- | ---------------- | ---------------- | ---------------- | ----------------- | -------------- | ------------- | ------------- | ------------- | ---------------- | ------------ | --------- |
| Rolando Ferreira |           | João Vianna |           | Nenê      | Nenê            | Nenê             | Nenê             | Nenê             | Nenê             | Nenê             | Nenê             | Nenê             | Nenê             | Nenê             | Nenê              | Nenê           | Nenê          | Nenê          | Nenê          |                  | Didi Louzada |           |
|                  |           |             |           |           | Leandro Barbosa | Leandro Barbosa  | Leandro Barbosa  | Leandro Barbosa  | Leandro Barbosa  | Leandro Barbosa  | Leandro Barbosa  | Leandro Barbosa  | Vítor Faverani   | Leandro Barbosa  | Leandro Barbosa   |                |               |               |               |                  |              |           |
|                  |           |             |           |           | Alex Garcia     | Alex Garcia      |                  | Marcus Vinicius  | Marcus Vinicius  |                  | Tiago Splitter   | Tiago Splitter   | Tiago Splitter   | Tiago Splitter   | Tiago Splitter    |                |               |               |               |                  |              |           |
|                  |           |             |           |           |                 | Anderson Varejão | Anderson Varejão | Anderson Varejão | Anderson Varejão | Anderson Varejão | Anderson Varejão | Anderson Varejão | Anderson Varejão | Anderson Varejão | Anderson Varejão  |                |               |               |               | Anderson Varejão |              |           |
|                  |           |             |           |           |                 | Rafael Araújo    | Rafael Araújo    | Rafael Araújo    |                  |                  |                  | Scott Machado    | Scott Machado    | Lucas Nogueira   | Lucas Nogueira    | Lucas Nogueira |               | Scott Machado |               |                  |              |           |
|                  |           |             |           |           |                 |                  |                  |                  |                  |                  |                  | Fab Melo         |                  | Bruno Caboclo    | Bruno Caboclo     | Bruno Caboclo  | Bruno Caboclo | Bruno Caboclo | Bruno Caboclo | Bruno Caboclo    |              |           |
|                  |           |             |           |           |                 |                  |                  |                  |                  |                  |                  |                  |                  |                  | Cristiano Felício |                |               |               |               |                  |              |           |
|                  |           |             |           |           |                 |                  |                  |                  |                  |                  |                  |                  |                  |                  | Raul Neto         |                |               |               |               |                  |              |           |
|                  |           |             |           |           |                 |                  |                  |                  |                  |                  |                  |                  |                  |                  | Marcelo Huertas   |                |               |               |               |                  |              |           |
| 1                | 0         | 1           | 0         | 1         | 3               | 5                | 4                | 5                | 4                | 3                | 4                | 6                | 5                | 6                | 9                 | 5              | 4             | 5             | 4             | 3                | 3            | 1         |

## Bulgària
| 1985-1986        | 1986-1996 | 1996-1998         | 1998-2006 | 2006-2009      |
| ---------------- | --------- | ----------------- | --------- | -------------- |
| Georgi Glouchkov |           | Priest Lauderdale |           | Cedric Simmons |
| 1                | 0         | 1                 | 0         | 1              |

## Camerun
| 2001-2004             | 2004-2008 | 2008-2016        | 2016-2020        | 2020-2022 | 2022-2023        |
| --------------------- | --------- | ---------------- | ---------------- | --------- | ---------------- |
| Rubén Boumtje-Boumtje |           | Luc Mbah a Moute | Luc Mbah a Moute |           | Christian Koloko |
|                       |           |                  | Joel Embiid      |           |                  |
|                       |           |                  | Pascal Siakam    |           |                  |
| 1                     | 0         | 1                | 3                | 2         | 3                |

## Canadà

### 1946-2007
| 1946-1947     | 1947-1949 | 1949-1953        | 1953-1956        | 1956-1958    | 1958-1978 | 1978-1979   | 1979-1982 | 1982-1983 | 1983-1985       | 1985-1986       | 1986-1987       | 1987-1991       | 1991-1992  | 1992-1993 | 1993-1996       | 1996-1999              | 1999-2000              | 2000-2001                   | 2001-2003                    | 2003-2004                   | 2004-2007                   |
| ------------- | --------- | ---------------- | ---------------- | ------------ | --------- | ----------- | --------- | --------- | --------------- | --------------- | --------------- | --------------- | ---------- | --------- | --------------- | ---------------------- | ---------------------- | --------------------------- | ---------------------------- | --------------------------- | --------------------------- |
| Hank Biasatti |           | Ernie Vandeweghe | Ernie Vandeweghe |              |           | Lars Hansen |           | Jim Zoet  | Stewart Granger | Ron Crevier     | Stewart Granger |                 | Rick Fox   | Rick Fox  | Rick Fox        | Rick Fox               | Rick Fox               | Rick Fox                    | Rick Fox                     | Rick Fox                    |                             |
| Norm Baker    |           |                  | Bob Houbregs     | Bob Houbregs |           |             |           |           | Leo Rautins     | Bill Wennington | Bill Wennington | Bill Wennington |            |           | Bill Wennington | Bill Wennington        | Bill Wennington        | Jamaal Magloire (fins 2012) | Jamaal Magloire (fins 2012)  | Jamaal Magloire (fins 2012) | Jamaal Magloire (fins 2012) |
| Gino Sovran   |           |                  |                  |              |           |             |           |           |                 | Mike Smerk      | Mike Smerk      | Mike Smerk      | Mike Smerk |           |                 | Steve Nash (fins 2014) | Steve Nash (fins 2014) | Steve Nash (fins 2014)      | Steve Nash (fins 2014)       | Steve Nash (fins 2014)      | Steve Nash (fins 2014)      |
|               |           |                  |                  |              |           |             |           |           |                 |                 |                 |                 |            |           |                 |                        | Todd Mac Culloch       |                             |                              |                             |                             |
|               |           |                  |                  |              |           |             |           |           |                 |                 |                 |                 |            |           |                 |                        |                        |                             | Samuel Dalembert (fins 2015) |                             |                             |
| 3             | 0         | 1                | 2                | 1            | 0         | 1           | 0         | 1         | 2               | 3               | 3               | 2               | 2          | 1         | 2               | 3                      | 4                      | 4                           | 5                            | 4                           | 3                           |

### 2007-avui
| 2007-2010                      | 2010-2011                      | 2011-2012                      | 2012-2013                      | 2013-2014                      | 2014-2015                      | 2015-2016        | 2016-2017        | 2017-2018           | 2018-2019               | 2019-2020                | 2020-2021                | 2021-2022               |
| Steve Nash (des de 1996)       | Steve Nash (des de 1996)       | Steve Nash (des de 1996)       | Steve Nash (des de 1996)       | Steve Nash (des de 1996)       | Tyler Ennis                    | Tyler Ennis      | Tyler Ennis      | Tyler Ennis         | Shai Gilgeous-Alexander | Shai Gilgeous-Alexander  | Shai Gilgeous-Alexander  | Shai Gilgeous-Alexander |
| Jamaal Magloire (des de 2000)  | Jamaal Magloire (des de 2000)  | Jamaal Magloire (des de 2000)  | Kris Joseph                    | Kelly Olynik                   | Kelly Olynik                   | Kelly Olynik     | Kelly Olynik     | Kelly Olynik        | Kelly Olynik            | Kelly Olynik             | Kelly Olynik             | Kelly Olynik            |
| Joel Antony                    | Joel Antony                    | Joel Antony                    | Joel Antony                    | Joel Antony                    | Joel Antony                    | Joel Antony      | Joel Antony      | Dillon Brooks       | Dillon Brooks           | Dillon Brooks            | Dillon Brooks            | Dillon Brooks           |
| Samuel Dalembert (des de 2001) | Samuel Dalembert (des de 2001) | Samuel Dalembert (des de 2001) | Samuel Dalembert (des de 2001) | Samuel Dalembert (des de 2001) | Samuel Dalembert (des de 2001) | Trey Lyles       | Trey Lyles       | Trey Lyles          | Trey Lyles              | Trey Lyles               | Trey Lyles               | Trey Lyles              |
| ------------------------------ | ------------------------------ | ------------------------------ | ------------------------------ | ------------------------------ | ------------------------------ | ---------------- | ---------------- | ------------------- | ----------------------- | ------------------------ | ------------------------ | ----------------------- |
|                                | Andy Rautins                   | Cory Joseph                    | Cory Joseph                    | Cory Joseph                    | Cory Joseph                    | Cory Joseph      | Cory Joseph      | Cory Joseph         | Cory Joseph             | Cory Joseph              | Cory Joseph              | Cory Joseph             |
|                                |                                | Tristan Thompson               |                                |                                |                                |                  |                  |                     |                         |                          |                          |                         |
|                                |                                |                                | Andrew Nicholson               | Andrew Nicholson               | Andrew Nicholson               | Andrew Nicholson | Andrew Nicholson | Chris Boucher       | Chris Boucher           | Chris Boucher            | Chris Boucher            | Chris Boucher           |
|                                |                                |                                | Robert Sacre                   | Robert Sacre                   | Robert Sacre                   | Robert Sacre     | Jamal Murray     | Jamal Murray        | Jamal Murray            | Jamal Murray             | Jamal Murray             | Jamal Murray            |
|                                |                                |                                |                                | Anthony Bennet                 | Anthony Bennet                 | Anthony Bennet   | Anthony Bennet   | Khem Birch          | Khem Birch              | Khem Birch               | Khem Birch               | Khem Birch              |
|                                |                                |                                |                                |                                | Dwight Powell                  |                  |                  |                     |                         |                          |                          |                         |
|                                |                                |                                |                                |                                | Nik Stauskas                   | Nik Stauskas     | Nik Stauskas     | Nik Stauskas        | Nik Stauskas            | Marial Shayok            | Nate Darling             | Eugene Omoruyi          |
|                                |                                |                                |                                |                                | Andrew Wiggins                 |                  |                  |                     |                         |                          |                          |                         |
|                                |                                |                                |                                |                                | Sim Bhullar                    |                  | Kyle Wiltjer     | Naz Mitrou-Long     | Naz Mitrou-Long         | Naz Mitrou-Long          | Mychal Mulder            | Mychal Mulder           |
|                                |                                |                                |                                |                                |                                |                  |                  | Xavier Rathan-Mayes |                         | Mfiondu Kabengele        | Mfiondu Kabengele        | Joshua Primo            |
|                                |                                |                                |                                |                                |                                |                  |                  |                     |                         | Luguentz Dort            |                          |                         |
|                                |                                |                                |                                |                                |                                |                  |                  |                     |                         | Brandon Clarke           |                          |                         |
|                                |                                |                                |                                |                                |                                |                  |                  |                     |                         | Oshae Brissett           |                          |                         |
|                                |                                |                                |                                |                                |                                |                  |                  |                     |                         | Iggy Brazdeikis          |                          |                         |
|                                |                                |                                |                                |                                |                                |                  |                  |                     |                         | RJ Barret                |                          |                         |
|                                |                                |                                |                                |                                |                                |                  |                  |                     |                         | Nickeil Alexander-Walker | Nickeil Alexander-Walker | Dalano Banton           |
|                                |                                |                                |                                |                                |                                |                  |                  |                     |                         | Kyle Alexander           | Karim Mané               | Kevin Pangos            |
|                                |                                |                                |                                |                                |                                |                  |                  |                     |                         | Mychal Mulder            |                          |                         |
| 4                              | 5                              | 6                              | 8                              | 9                              | 13                             | 12               | 13               | 14                  | 12                      | 20                       | 20                       | 20                      |

## Cap Verd
| 2015-16        |
| Walter Tavares |
| 1              |
| -------------- |

## Congo (República Democràtica)
| 1991-2009       | 2009-2010 | 2010-2011        | 2011-2013        | 2013-2015 | 2015-2020       | 2020-2021 | 2021-2022        |
| --------------- | --------- | ---------------- | ---------------- | --------- | --------------- | --------- | ---------------- |
| Dikembe Mutombo |           | Christian Eyenga | Christian Eyenga |           | Emmanuel Mudiay |           | Jonathan Kuminga |
|                 |           |                  | Bismack Biyombo  |           |                 |           |                  |
| 1               | 0         | 1                | 2                | 1         | 2               | 1         | 1                |

## Corea del sud
| 2005-2006    |
| Ha Seung-Jin |
| 1            |
| ------------ |

## Costa d'Ivori
| 2017-2018     |
| Matt Costello |
| 1             |
| ------------- |

## Croàcia
| 1989-1990       | 1990-1992        | 1992-1993       | 1993-1994  | 1994-1996  | 1996-1997        | 1997-1998        | 1998-1999        | 1999-2000    | 2000-2001       | 2001-2002       | 2002-2003       | 2003-2004      | 2004-2005      | 2005-2006      | 2006-2007      | 2007-2008      | 2008-2010 | 2010-2014 | 2014-2015        | 2015-2016        | 2016-2017        | 2017-2019        | 2019-2020        | 2020-2022        |
| --------------- | ---------------- | --------------- | ---------- | ---------- | ---------------- | ---------------- | ---------------- | ------------ | --------------- | --------------- | --------------- | -------------- | -------------- | -------------- | -------------- | -------------- | --------- | --------- | ---------------- | ---------------- | ---------------- | ---------------- | ---------------- | ---------------- |
| Dražen Petrović | Dražen Petrović  | Dražen Petrović | Dino Rađa  | Dino Rađa  | Dino Rađa        |                  | Bruno Šundov     | Bruno Šundov | Bruno Šundov    | Bruno Šundov    | Bruno Šundov    | Bruno Šundov   | Bruno Šundov   |                | Damir Markota  |                | Roko Ukić |           | Bojan Bogdanović | Bojan Bogdanović | Bojan Bogdanović | Bojan Bogdanović | Bojan Bogdanović | Bojan Bogdanović |
|                 | Stojko Vranković |                 |            |            | Stojko Vranković | Stojko Vranković | Stojko Vranković |              | Dalibor Bagarić | Dalibor Bagarić | Dalibor Bagarić | Zoran Planinić | Zoran Planinić | Zoran Planinić |                |                |           |           | Damjan Rudež     | Damjan Rudež     | Damjan Rudež     | Ante Žižić       | Ante Žižić       |                  |
|                 |                  |                 | Toni Kukoč | Toni Kukoč | Toni Kukoč       | Toni Kukoč       | Toni Kukoč       | Toni Kukoč   | Toni Kukoč      | Toni Kukoč      | Toni Kukoč      | Toni Kukoč     | Toni Kukoč     | Toni Kukoč     |                |                |           |           | Justin Hamilton  | Duje Dukan       | Justin Hamilton  |                  | Luka Šamanić     | Luka Šamanić     |
|                 |                  |                 |            | Žan Tabak  | Žan Tabak        | Žan Tabak        |                  | Žan Tabak    | Žan Tabak       |                 | Gordan Giriček  | Gordan Giriček | Gordan Giriček | Gordan Giriček | Gordan Giriček | Gordan Giriček |           |           |                  | Mario Hezonja    | Mario Hezonja    | Mario Hezonja    | Mario Hezonja    | Mario Hezonja    |
|                 |                  |                 |            |            |                  |                  |                  |              |                 |                 |                 |                | Mario Kasun    | Mario Kasun    |                |                |           |           |                  |                  | Dragan Bender    | Dragan Bender    | Dragan Bender    | Dragan Bender    |
|                 |                  |                 |            |            |                  |                  |                  |              |                 |                 |                 |                |                |                |                |                |           |           |                  |                  | Dario Šarić      |                  |                  |                  |
|                 |                  |                 |            |            |                  |                  |                  |              |                 |                 |                 |                |                |                |                |                |           |           |                  |                  | Ivica Zubac      |                  |                  |                  |
| 1               | 2                | 1               | 2          | 3          | 4                | 3                | 3                | 3            | 4               | 3               | 4               | 4              | 5              | 4              | 2              | 1              | 1         | 0         | 3                | 4                | 7                | 6                | 7                | 6                |

## Cuba
| 1993-1995      | 1995-1999 | 1999-2000      |
| -------------- | --------- | -------------- |
| Andrés Guibert |           | Lázaro Borrell |
| 1              | 0         | 1              |

## Dominica
| 2000-2001    |
| Garth Joseph |
| 1            |
| ------------ |

## Egipte
| 1990-1996      | 1996-2017 | 2017-2022   |
| -------------- | --------- | ----------- |
| Alaa Abdelnaby |           | Abdel Nader |
| 1              | 0         | 1           |

## Eslovàquia
| 1993-1994        |
| Richard Petruška |
| 1                |
| ---------------- |

## Eslovènia
| 1997-1998   | 1998-1999           | 1999-2001           | 2001-2002           | 2002-2004           | 2004-2006           | 2006-2007           | 2007-2008           | 2008-2009           | 2009-2010           | 2010-2011        | 2011-2013        | 2013-2014        | 2014-2015    | 2015-2016     | 2016-2017    | 2017-2019    | 2019-2022     |
| ----------- | ------------------- | ------------------- | ------------------- | ------------------- | ------------------- | ------------------- | ------------------- | ------------------- | ------------------- | ---------------- | ---------------- | ---------------- | ------------ | ------------- | ------------ | ------------ | ------------- |
| Marko Milič | Marko Milič         |                     | Primož Brezec       | Primož Brezec       | Primož Brezec       | Primož Brezec       | Primož Brezec       |                     | Primož Brezec       |                  |                  |                  | Zoran Dragić |               |              | Luka Dončić  | Luka Dončić   |
|             | Radoslav Nesterović | Radoslav Nesterović | Radoslav Nesterović | Radoslav Nesterović | Radoslav Nesterović | Radoslav Nesterović | Radoslav Nesterović | Radoslav Nesterović | Radoslav Nesterović |                  |                  |                  |              |               |              |              | Vlatko Čančar |
|             |                     |                     |                     | Boštjan Nachbar     | Boštjan Nachbar     | Boštjan Nachbar     | Boštjan Nachbar     | Goran Dragić        | Goran Dragić        | Goran Dragić     | Goran Dragić     | Goran Dragić     | Goran Dragić | Goran Dragić  | Goran Dragić | Goran Dragić | Goran Dragić  |
|             |                     |                     |                     |                     | Beno Udrih          |                     |                     |                     |                     |                  |                  |                  |              |               |              |              |               |
|             |                     |                     |                     |                     | Sasha Vujačić       | Sasha Vujačić       | Sasha Vujačić       | Sasha Vujačić       | Sasha Vujačić       | Sasha Vujačić    |                  | Sasha Vujačić    |              | Sasha Vujačić |              |              |               |
|             |                     |                     |                     |                     |                     | Uroš Slokar         |                     | Anthony Randolph    | Anthony Randolph    | Anthony Randolph | Anthony Randolph | Anthony Randolph |              |               |              |              |               |
| 1           | 2                   | 1                   | 2                   | 3                   | 5                   | 6                   | 5                   | 5                   | 6                   | 4                | 3                | 4                | 3            | 3             | 2            | 2            | 3             |

## Espanya
| 1986-1987       | 1987-1988     | 1988-2001 | 2001-2002 | 2002-2005  | 2005-2006     | 2006-2007        | 2007-2008           | 2008-2009        | 2009-2010        | 2010-2011      | 2011-2012      | 2012-2014     | 2014-2015      | 2015-2016     | 2016-2017         | 2017-2019     | 2019-2020  | 2020-2021  | 2021-2022    |
| --------------- | ------------- | --------- | --------- | ---------- | ------------- | ---------------- | ------------------- | ---------------- | ---------------- | -------------- | -------------- | ------------- | -------------- | ------------- | ----------------- | ------------- | ---------- | ---------- | ------------ |
| Johnny Rogers   | Johnny Rogers |           | Pau Gasol | Pau Gasol  | Pau Gasol     | Pau Gasol        | Pau Gasol           | Pau Gasol        | Pau Gasol        | Pau Gasol      | Pau Gasol      | Pau Gasol     | Pau Gasol      | Pau Gasol     | Pau Gasol         | Pau Gasol     | Pau Gasol  |            | Usman Garuba |
| Fernando Martín |               |           |           | Raül López | José Calderón | José Calderón    | José Calderón       | José Calderón    | José Calderón    | José Calderón  | José Calderón  | José Calderón | José Calderón  | José Calderón | José Calderón     | José Calderón |            |            | Santi Aldama |
|                 |               |           |           |            |               | Sergio Rodríguez | Sergio Rodríguez    | Sergio Rodríguez | Sergio Rodríguez |                |                | Víctor Claver | Víctor Claver  |               | Sergio Rodríguez  |               |            |            |              |
|                 |               |           |           |            |               | Jorge Garbajosa  | Jorge Garbajosa     | Marc Gasol       | Marc Gasol       | Marc Gasol     | Marc Gasol     | Marc Gasol    | Marc Gasol     | Marc Gasol    | Marc Gasol        | Marc Gasol    | Marc Gasol | Marc Gasol |              |
|                 |               |           |           |            |               |                  | Juan Carlos Navarro | Rudy Fernández   | Rudy Fernández   | Rudy Fernández | Rudy Fernández |               |                |               | Àlex Abrines      | Àlex Abrines  |            |            |              |
|                 |               |           |           |            |               |                  |                     |                  | Serge Ibaka      |                |                |               |                |               |                   |               |            |            |              |
|                 |               |           |           |            |               |                  |                     |                  |                  |                | Ricky Rubio    |               |                |               |                   |               |            |            |              |
|                 |               |           |           |            |               |                  |                     |                  |                  |                |                |               | Nikola Mirotić |               |                   |               |            |            |              |
|                 |               |           |           |            |               |                  |                     |                  |                  |                |                |               |                |               | Juan Hernangómez  |               |            |            |              |
|                 |               |           |           |            |               |                  |                     |                  |                  |                |                |               |                |               | Willy Hernangómez |               |            |            |              |
| 2               | 1             | 0         | 1         | 2          | 2             | 4                | 5                   | 5                | 6                | 5              | 6              | 6             | 7              | 6             | 10                | 9             | 6          | 5          | 6            |

### Països Catalans
| 2001-2002 | 2002-2005  | 2005-2007 | 2007-2008           | 2008-2009      | 2009-2011      | 2011-2012      | 2012-2014     | 2014-2015     | 2015-2016  | 2016-2017    | 2017-2019    | 2019-2020  | 2020-2021  | 2021-2022 |
| --------- | ---------- | --------- | ------------------- | -------------- | -------------- | -------------- | ------------- | ------------- | ---------- | ------------ | ------------ | ---------- | ---------- | --------- |
| Pau Gasol |            |           |                     |                |                |                |               |               |            |              |              |            |            |           |
|           | Raül López |           | Juan Carlos Navarro | Marc Gasol     | Marc Gasol     | Marc Gasol     | Marc Gasol    | Marc Gasol    | Marc Gasol | Marc Gasol   | Marc Gasol   | Marc Gasol | Marc Gasol |           |
|           |            |           |                     | Rudy Fernández | Rudy Fernández | Rudy Fernández | Víctor Claver | Víctor Claver |            | Àlex Abrines | Àlex Abrines |            |            |           |
|           |            |           |                     |                | Serge Ibaka    |                |               |               |            |              |              |            |            |           |
|           |            |           |                     |                |                | Ricky Rubio    |               |               |            |              |              |            |            |           |
| 1         | 2          | 1         | 2                   | 3              | 4              | 5              | 5             | 5             | 4          | 5            | 5            | 4          | 3          | 2         |

## Estats Units

### 1946-1996
| 1946-1949     | 1949-1961 | 1961-1971                                   | 1971-1975 | 1975-1977  | 1977-1979      | 1979-1980      | 1980-1981       | 1981-1982        | 1982-1983         | 1983-84          | 1984-1985                   | 1985-1986                 | 1986-1987        | 1987-1988        | 1988-1992                | 1992-1993              | 1993-1994              | 1994-1995              | 1995-1996              |
| ------------- | --------- | ------------------------------------------- | --------- | ---------- | -------------- | -------------- | --------------- | ---------------- | ----------------- | ---------------- | --------------------------- | ------------------------- | ---------------- | ---------------- | ------------------------ | ---------------------- | ---------------------- | ---------------------- | ---------------------- |
| Hank Beenders |           | Tom Meschery (abans Tomislav Meshcheryakov) |           | Mike Flynn | Mike Flynn     |                |                 | Rolando Blackman | Rolando Blackman  | Rolando Blackman | Rolando Blackman            | Rolando Blackman          | Rolando Blackman | Rolando Blackman | Rolando Blackman         | Rolando Blackman       | Rolando Blackman       |                        |                        |
|               |           |                                             |           |            | Ernie Grunfeld | Ernie Grunfeld | Ernie Grunfeld  | Ernie Grunfeld   | Ernie Grunfeld    | Ernie Grunfeld   | Ernie Grunfeld              | Ernie Grunfeld            | Cozell Mc Queen  | Duane Washington |                          | Duane Washington       |                        |                        |                        |
|               |           |                                             |           |            |                |                | Kiki Vandeweghe |                  |                   |                  |                             |                           |                  |                  |                          |                        |                        |                        |                        |
|               |           |                                             |           |            |                |                |                 |                  | Dominique Wilkins |                  |                             |                           |                  |                  |                          |                        |                        |                        |                        |
|               |           |                                             |           |            |                |                |                 |                  |                   | Wallace Bryant   | Wallace Bryant              | Wallace Bryant            |                  |                  | Steve Kerr (fins 2003)   | Steve Kerr (fins 2003) | Steve Kerr (fins 2003) | Steve Kerr (fins 2003) | Steve Kerr (fins 2003) |
|               |           |                                             |           |            |                |                |                 |                  |                   |                  | Hakeem Olajuwon (fins 2002) |                           |                  |                  |                          |                        |                        |                        |                        |
|               |           |                                             |           |            |                |                |                 |                  |                   |                  |                             | Patrick Ewing (fins 2002) |                  |                  |                          |                        |                        |                        |                        |
|               |           |                                             |           |            |                |                |                 |                  |                   |                  |                             |                           |                  |                  | Rony Seikaly (fins 1999) |                        |                        |                        |                        |
|               |           |                                             |           |            |                |                |                 |                  |                   |                  |                             |                           |                  |                  |                          | Jo Jo English          |                        |                        |                        |
| 1             | 0         | 1                                           | 0         | 1          | 2              | 1              | 2               | 3                | 4                 | 5                | 6                           | 7                         | 6                | 6                | 7                        | 9                      | 7                      | 6                      | 4                      |

### 1996-avui
| 1996-1997                     | 1997-1998                     | 1998-1999                     | 1999-2001                     | 2001-2002                     | 2002-2003                | 2003-2005        | 2005-2008        | 2008-2009        | 2009-2010     | 2010-2011     | 2011-2012      | 2012-2014      | 2014-2015      | 2015-2016      | 2016-2018      | 2018-2019      | 2019-2021         | 2021-2022            |
| ----------------------------- | ----------------------------- | ----------------------------- | ----------------------------- | ----------------------------- | ------------------------ | ---------------- | ---------------- | ---------------- | ------------- | ------------- | -------------- | -------------- | -------------- | -------------- | -------------- | -------------- | ----------------- | -------------------- |
| Dominique Wilkins             |                               | Dominique Wilkins             | Wally Szczerbiak              | Wally Szczerbiak              | Wally Szczerbiak         | Wally Szczerbiak | Wally Szczerbiak | Wally Szczerbiak |               | Xavier Henry  | Xavier Henry   | Xavier Henry   |                |                |                | Omari Johnson  | Admiral Schofield | Admiral Schofield    |
| Hakeem Olajuwon (des de 1984) | Hakeem Olajuwon (des de 1984) | Hakeem Olajuwon (des de 1984) | Hakeem Olajuwon (des de 1984) | Hakeem Olajuwon (des de 1984) | Carlos Boozer            | Carlos Boozer    | Carlos Boozer    | Carlos Boozer    | Carlos Boozer | Carlos Boozer | Carlos Boozer  | Carlos Boozer  | Carlos Boozer  |                |                | Josh Okogie    | Bol Bol           | Bol Bol              |
| Patrick Ewing (des de 1985)   | Patrick Ewing (des de 1985)   | Patrick Ewing (des de 1985)   | Patrick Ewing (des de 1985)   | Patrick Ewing (des de 1985)   |                          |                  | Esteban Batista  | Donté Greene     | Donté Greene  | Donté Greene  | Donté Greene   |                |                |                |                |                |                   | Duane Washington Jr. |
| Steve Kerr (des de 1988)      | Steve Kerr (des de 1988)      | Steve Kerr (des de 1988)      | Steve Kerr (des de 1988)      | Steve Kerr (des de 1988)      | Steve Kerr (des de 1988) |                  |                  | Joe Alexander    | Joe Alexander |               | Reggie Jackson | Reggie Jackson | Reggie Jackson | Reggie Jackson | Reggie Jackson | Reggie Jackson | Reggie Jackson    | Reggie Jackson       |
| Rony Seikaly (des de 1988)    | Rony Seikaly (des de 1988)    | Rony Seikaly (des de 1988)    |                               | Alvin Jones                   |                          |                  |                  |                  |               |               | Kyrie Irving   | Kyrie Irving   | Kyrie Irving   | Kyrie Irving   | Kyrie Irving   | Kyrie Irving   | Kyrie Irving      | Kyrie Irving         |
|                               | Tim Duncan                    | Tim Duncan                    | Tim Duncan                    | Tim Duncan                    | Tim Duncan               | Tim Duncan       | Tim Duncan       | Tim Duncan       | Tim Duncan    | Tim Duncan    | Tim Duncan     | Tim Duncan     | Tim Duncan     | Tim Duncan     |                |                |                   | Cameron Thomas       |
|                               | Adonal Foyle                  |                               |                               |                               |                          |                  |                  |                  |               |               |                |                |                |                |                |                |                   |                      |
|                               | Michael Stewart               |                               |                               |                               |                          |                  |                  |                  |               |               |                |                |                |                |                |                |                   |                      |
|                               |                               | Miles Simon                   |                               |                               |                          |                  |                  |                  |               |               |                |                |                |                |                |                |                   |                      |
| 5                             | 7                             | 9                             | 7                             | 8                             | 6                        | 5                | 5                | 6                | 4             | 4             | 6              | 5              | 4              | 3              | 2              | 4              | 4                 | 6                    |

## Estònia
| 1996-1998       |
| Martin Müürsepp |
| 1               |
| --------------- |

## Filipines
| 1978-1980        | 1980-1981 | 1981-1982        | 1982-2005 | 2005-2014      | 2014-2022       |
| ---------------- | --------- | ---------------- | --------- | -------------- | --------------- |
| Raymond Townsend |           | Raymond Townsend |           | Andray Blatche | Jordan Clarkson |
| 1                | 0         | 1                | 0         | 1              | 1               |

## Finlàndia
| 2000-2002     | 2002-2013 | 2013-2014   | 2014-2017 | 2017-2022       |
| ------------- | --------- | ----------- | --------- | --------------- |
| Hanno Möttölä |           | Erik Murphy |           | Lauri Markkanen |
| 1             | 0         | 1           | 0         | 1               |

## França
| 1983-1985     | 1985-1997 | 1997-2000                                    | 2000-2001                                    | 2001-2002                                    | 2002-2003                                    | 2003-2005       | 2005-2006       | 2006-2007        | 2007-2008        | 2008-2009        | 2009-2010         | 2010-2011         | 2011-2012         | 2012-2013         | 2013-2014        | 2014-2015         | 2015-2016         | 2016-2017               | 2017-2018               | 2018-2019               | 2019-2020               | 2020-2021               | 2021-2022               |
| ------------- | --------- | -------------------------------------------- | -------------------------------------------- | -------------------------------------------- | -------------------------------------------- | --------------- | --------------- | ---------------- | ---------------- | ---------------- | ----------------- | ----------------- | ----------------- | ----------------- | ---------------- | ----------------- | ----------------- | ----------------------- | ----------------------- | ----------------------- | ----------------------- | ----------------------- | ----------------------- |
| Howard Carter |           | Tariq Abdul-Wahad (abans Olivier Saint-Jean) | Tariq Abdul-Wahad (abans Olivier Saint-Jean) | Tariq Abdul-Wahad (abans Olivier Saint-Jean) | Tariq Abdul-Wahad (abans Olivier Saint-Jean) | Mickaël Piétrus | Mickaël Piétrus | Mickaël Piétrus  | Mickaël Piétrus  | Mickaël Piétrus  | Mickaël Piétrus   | Mickaël Piétrus   | Mickaël Piétrus   | Mickaël Piétrus   | Rudy Gobert      | Rudy Gobert       | Rudy Gobert       | Rudy Gobert             | Rudy Gobert             | Rudy Gobert             | Rudy Gobert             | Rudy Gobert             | Rudy Gobert             |
|               |           |                                              | Jérôme Moïso                                 | Jérôme Moïso                                 | Jérôme Moïso                                 | Jérôme Moïso    | Ronny Turiaf    | Ronny Turiaf     | Ronny Turiaf     | Ronny Turiaf     | Ronny Turiaf      | Ronny Turiaf      | Ronny Turiaf      | Ronny Turiaf      | Ronny Turiaf     | Ronny Turiaf      | Damien Inglis     | Timothé Luwawu-Cabarrot | Timothé Luwawu-Cabarrot | Timothé Luwawu-Cabarrot | Timothé Luwawu-Cabarrot | Timothé Luwawu-Cabarrot | Timothé Luwawu-Cabarrot |
|               |           |                                              |                                              | Tony Parker                                  | Tony Parker                                  | Tony Parker     | Tony Parker     | Tony Parker      | Tony Parker      | Tony Parker      | Tony Parker       | Tony Parker       | Tony Parker       | Tony Parker       | Tony Parker      | Tony Parker       | Tony Parker       | Tony Parker             | Tony Parker             | Tony Parker             | Vincent Poirier         | Vincent Poirier         | Axel Toupane            |
|               |           |                                              |                                              |                                              | Antoine Rigaudeau                            | Boris Diaw      | Boris Diaw      | Boris Diaw       | Boris Diaw       | Boris Diaw       | Boris Diaw        | Boris Diaw        | Boris Diaw        | Boris Diaw        | Boris Diaw       | Boris Diaw        | Boris Diaw        | Boris Diaw              | Frank Ntilikina         | Frank Ntilikina         | Frank Ntilikina         | Frank Ntilikina         | Frank Ntilikina         |
|               |           |                                              |                                              |                                              |                                              |                 | Johan Petro     | Johan Petro      | Johan Petro      | Johan Petro      | Johan Petro       | Johan Petro       | Johan Petro       | Johan Petro       |                  | Joffrey Lauvergne | Joffrey Lauvergne | Joffrey Lauvergne       | Joffrey Lauvergne       |                         | Adam Mokoka             | Adam Mokoka             | Joël Ayayi              |
|               |           |                                              |                                              |                                              |                                              |                 |                 | Yakhouba Diawara | Yakhouba Diawara | Yakhouba Diawara | Yakhouba Diawara  | Kevin Seraphin    | Kevin Seraphin    | Kevin Seraphin    | Kevin Seraphin   | Kevin Seraphin    | Kevin Seraphin    | Kevin Seraphin          | Guerschon Yabusele      | Guerschon Yabusele      | William Howard          |                         | Petr Cornelie           |
|               |           |                                              |                                              |                                              |                                              |                 |                 | Mickäel Gelabale | Mickäel Gelabale |                  | Rodrigue Beaubois | Rodrigue Beaubois | Rodrigue Beaubois | Rodrigue Beaubois | Mickäel Gelabale |                   |                   | Axel Toupane            |                         | Élie Okobo              | Élie Okobo              | Killian Hayes           | Killian Hayes           |
|               |           |                                              |                                              |                                              |                                              |                 |                 |                  | Joakim Noah      | Joakim Noah      | Joakim Noah       | Joakim Noah       | Joakim Noah       | Joakim Noah       | Joakim Noah      | Joakim Noah       | Joakim Noah       | Joakim Noah             | Joakim Noah             | Joakim Noah             | Joakim Noah             | Théo Maledon            | Théo Maledon            |
|               |           |                                              |                                              |                                              |                                              |                 |                 |                  | Ian Mahinmi      |                  |                   | Ian Mahinmi       | Ian Mahinmi       | Ian Mahinmi       | Ian Mahinmi      | Ian Mahinmi       | Ian Mahinmi       | Ian Mahinmi             | Ian Mahinmi             | Ian Mahinmi             | Ian Mahinmi             | Killian Tillie          | Killian Tillie          |
|               |           |                                              |                                              |                                              |                                              |                 |                 |                  |                  | Nicolas Batum    |                   |                   |                   |                   |                  |                   |                   |                         |                         |                         |                         |                         |                         |
|               |           |                                              |                                              |                                              |                                              |                 |                 |                  |                  | Alexis Ajinça    | Alexis Ajinça     | Alexis Ajinça     |                   |                   | Alexis Ajinça    | Alexis Ajinça     | Alexis Ajinça     | Alexis Ajinça           | Alexis Ajinça           | Alexis Ajinça           | Jaylen Hoard            |                         |                         |
|               |           |                                              |                                              |                                              |                                              |                 |                 |                  |                  |                  |                   | Pape Sy           |                   | Evan Fournier     | Evan Fournier    | Evan Fournier     | Evan Fournier     | Evan Fournier           | Evan Fournier           | Evan Fournier           | Evan Fournier           | Evan Fournier           | Evan Fournier           |
|               |           |                                              |                                              |                                              |                                              |                 |                 |                  |                  |                  |                   |                   |                   | Nando de Colo     | Nando de Colo    |                   |                   |                         |                         |                         | Sekou Doumbouya         | Sekou Doumbouya         | Sekou Doumbouya         |
| 1             | 0         | 1                                            | 2                                            | 3                                            | 4                                            | 4               | 5               | 7                | 9                | 9                | 10                | 12                | 10                | 12                | 12               | 11                | 11                | 12                      | 11                      | 10                      | 13                      | 12                      | 12                      |

## Gabon
| 2007-2008      | 2008-2019 | 2019-2020   |
| -------------- | --------- | ----------- |
| Stephane Lasme |           | Chris Silva |
| 1              | 0         | 1           |

## Geòrgia
| 1998-2002         | 2002-2003            | 2003-2004         | 2004-2005 | 2005-2006      | 2006-2007         | 2007-2008     | 2008-2012 | 2012-2014        | 2014-2017 | 2017-2018    | 2018-2019 | 2019-2020    | 2020-2021 | 2021-2022             |
| ----------------- | -------------------- | ----------------- | --------- | -------------- | ----------------- | ------------- | --------- | ---------------- | --------- | ------------ | --------- | ------------ | --------- | --------------------- |
| Shammond Williams | Shammond Williams    | Shammond Williams |           | Melvin Sanders | Shammond Williams | Taurean Green |           | Tomike Shengelia |           | Jacob Pullen |           | Goga Bitadze |           | Sandro Mamukelashvili |
| Vladimir Stepania |                      |                   |           |                |                   |               |           |                  |           |              |           |              |           |                       |
|                   | Nikoloz Tskitishvili |                   |           |                |                   |               |           |                  |           |              |           |              |           |                       |
|                   |                      | Zaza Pachulia     |           |                |                   |               |           |                  |           |              |           |              |           |                       |
| 2                 | 3                    | 4                 | 2         | 3              | 2                 | 2             | 1         | 2                | 1         | 2            | 1         | 1            | 0         | 1                     |

## Ghana
| 2016-2017  | 2017-2020 | 2020-2021    |
| ---------- | --------- | ------------ |
| Ben Bentil |           | Amida Brimah |
| 1          | 0         | 1            |

## Grècia
| 2000-2001       | 2001-2002       | 2002-2003          | 2003-2006       | 2006-2007           | 2007-2008 | 2008-2013    | 2013-2014             | 2014-2015             | 2015-2016              | 2016-2017             | 2017-2018             | 2018-2019             | 2019-2020              | 2020-2021              | 2021-2022              |
| --------------- | --------------- | ------------------ | --------------- | ------------------- | --------- | ------------ | --------------------- | --------------------- | ---------------------- | --------------------- | --------------------- | --------------------- | ---------------------- | ---------------------- | ---------------------- |
| Jake Tsakalidis | Jake Tsakalidis | Jake Tsakalidis    | Jake Tsakalidis | Jake Tsakalidis     |           | Kosta Koufos | Kosta Koufos          | Kosta Koufos          | Kosta Koufos           | Kosta Koufos          | Kosta Koufos          | Kosta Koufos          |                        |                        | Georgios Kalaitzakis   |
|                 | Antonis Fotsis  | Efthimios Rentzias |                 | Andreas Glyniadakis |           |              | Giannis Antetokounmpo | Giannis Antetokounmpo | Giannis Antetokounmpo  | Giannis Antetokounmpo | Giannis Antetokounmpo | Giannis Antetokounmpo | Giannis Antetokounmpo  | Giannis Antetokounmpo  | Giannis Antetokounmpo  |
|                 |                 |                    |                 | Vassilis Spanoulis  |           |              | Nick Calathes         | Nick Calathes         | Thanasis Antetokounmpo | Georgios Papagiannis  | Georgios Papagiannis  |                       | Thanasis Antetokounmpo | Thanasis Antetokounmpo | Thanasis Antetokounmpo |
|                 |                 |                    |                 |                     |           |              |                       | Kostas Papanikolaou   | Kostas Papanikolaou    |                       | Tyler Dorsey          | Tyler Dorsey          |                        |                        |                        |
|                 |                 |                    |                 |                     |           |              |                       |                       |                        |                       |                       | Kostas Antetokounmpo  |                        |                        |                        |
| 1               | 2               | 2                  | 1               | 3                   | 0         | 1            | 3                     | 4                     | 4                      | 3                     | 4                     | 4                     | 3                      | 2                      | 2                      |

## Guinea
| 2020-2021      |
| Mamadi Diakité |
| 1              |
| -------------- |

## Guyana
| 1999-2000     | 2000-2005 | 2005-2007      |
| ------------- | --------- | -------------- |
| Jason Miskiri |           | Rawle Marshall |
| 1             | 0         | 1              |

## Haití
| 1985-1986   | 1986-87 | 1987-2001      | 2001-2003 | 2003-2004      | 2004-2016 | 2016-2020       |
| ----------- | ------- | -------------- | --------- | -------------- | --------- | --------------- |
| Yvon Joseph |         | Olden Polynice |           | Olden Polynice |           | Skal Labissière |
| 1           | 0       | 1              | 0         | 1              | 0         | 1               |

## Hongria
| 1998-2001    |
| Kornél Dávid |
| 1            |
| ------------ |

## Illes Verges Nord-americanes
| 1995-1996       | 1996-2000 | 2000-2001        | 2001-2013 | 2013-2019 | 2019-2020       |
| --------------- | --------- | ---------------- | --------- | --------- | --------------- |
| Charles Claxton |           | Raja Bell        | Raja Bell |           | Nicolas Claxton |
|                 |           | David Vanterpool |           |           |                 |
| 1               | 0         | 2                | 1         | 0         | 1               |

## Indonèsia
| 2019-2021      |
| Marques Bolden |
| 1              |
| -------------- |

## Iran
| 2008-2013     |
| Hamed Haddadi |
| 1             |
| ------------- |

## Irlanda
| 1991-1999    | 1999-2000    | 2000-2002 | 2002-2003 | 2003-2005 | 2005-2007 |
| ------------ | ------------ | --------- | --------- | --------- | --------- |
| Marty Conlon | Marty Conlon |           | Pat Burke |           | Pat Burke |
|              | Cal Bowdler  |           |           |           |           |
| 1            | 2            | 1         | 1         | 0         | 1         |

## Islàndia
| 1981-1982         | 1982-1985 | 14982-1989        |
| ----------------- | --------- | ----------------- |
| Pétur Guðmundsson |           | Pétur Guðmundsson |
| 1                 | 0         | 1                 |

## Israel
| 2009-2013   | 2013-2015   | 2015-2019   | 2019-2020 | 2020-2021   | 2021-2022   |
| ----------- | ----------- | ----------- | --------- | ----------- | ----------- |
| Omri Casspi | Omri Casspi | Omri Casspi |           | Deni Avdija | Deni Avdija |
|             | Gal Mekel   |             | T.J. Leaf | T.J. Leaf   |             |
| 1           | 2           | 1           | 1         | 2           | 1           |

## Itàlia
| 1973-1977     | 1977-1995 | 1995-1996         | 1996-2006 | 2006-2007       | 2007-2008       | 2008-2013        | 2013-2015       | 2015-2016       | 2016-2017       | 2017-2019        | 2019-2020        | 2020-2021        | 2021-2022 |
| ------------- | --------- | ----------------- | --------- | --------------- | --------------- | ---------------- | --------------- | --------------- | --------------- | ---------------- | ---------------- | ---------------- | --------- |
| Mike d'Antoni |           | Vincenzo Esposito |           | Andrea Bargnani | Andrea Bargnani | Andrea Bargnani  | Andrea Bargnani | Andrea Bargnani |                 | Ryan Arcidiacono | Ryan Arcidiacono | Ryan Arcidiacono |           |
|               |           | Stefano Rusconi   |           |                 | Marco Belinelli | Marco Belinelli  | Marco Belinelli | Marco Belinelli | Marco Belinelli | Marco Belinelli  | Marco Belinelli  | Nico Mannion     |           |
|               |           |                   |           |                 |                 | Danilo Gallinari |                 |                 |                 |                  |                  |                  |           |
|               |           |                   |           |                 |                 |                  | Luigi Datome    |                 |                 |                  | Nicolò Melli     | Nicolò Melli     |           |
| 1             | 0         | 2                 | 0         | 1               | 2               | 3                | 4               | 3               | 2               | 3                | 4                | 4                | 1         |

## Jamaica
| 1984-85         | 1985-1990 | 1990-1997       | 1997-2008 | 2008-2010   | 2010-2011            | 2011-2012     | 2012-2013   | 2013-2014   | 2014-2015     | 2015-2017   | 2017-2020 | 2020-2022     |
| --------------- | --------- | --------------- | --------- | ----------- | -------------------- | ------------- | ----------- | ----------- | ------------- | ----------- | --------- | ------------- |
| Wayne Sappleton |           | Rumeal Robinson |           | Roy Hibbert | Roy Hibbert          | Roy Hibbert   | Roy Hibbert | Roy Hibbert | Roy Hibbert   | Roy Hibbert |           | Nick Richards |
|                 |           |                 |           |             | Samardo Samuels      |               |             |             |               |             |           |               |
|                 |           |                 |           |             | Patrick Ewing Junior | Jerome Jordan |             |             | Jerome Jordan |             |           |               |
| 1               | 0         | 1               | 0         | 1           | 3                    | 3             | 2           | 1           | 2             | 1           | 0         | 1             |

## Japó
| 1998-1999                            | 1999-2004 | 2004-2005   | 2005-2007 | 2007-2008    | 2008-2018 | 2018-2019     | 2019-2022     |
| ------------------------------------ | --------- | ----------- | --------- | ------------ | --------- | ------------- | ------------- |
| J.R. Sakuragi (abans J.R. Henderson) |           | Yuta Tabuse |           | Nick Fazekas |           | Wuta Watanabe | Wuta Watanabe |
|                                      |           |             |           |              |           |               | Rui Hachimura |
| 1                                    | 0         | 1           | 0         | 1            | 0         | 1             | 2             |

## Letònia
| 1992-1993     | 1993-2004 | 2004-2014       | 2014-2015 | 2015-2016          | 2016-2018          | 2018-2019          | 2019-2020          | 2020-2021          | 2021-2022          |
| ------------- | --------- | --------------- | --------- | ------------------ | ------------------ | ------------------ | ------------------ | ------------------ | ------------------ |
| Gundars Vētra |           | Andris Biedriņš |           | Kristaps Porziņģis | Kristaps Porziņģis | Kristaps Porziņģis | Kristaps Porziņģis | Kristaps Porziņģis | Kristaps Porziņģis |
|               |           |                 |           |                    | Dāvis Bertāns      |                    |                    |                    |                    |
|               |           |                 |           |                    |                    | Rodions Kurucs     |                    |                    |                    |
|               |           |                 |           |                    |                    |                    | Dairis Bertāns     |                    |                    |
|               |           |                 |           |                    |                    |                    | Anžejs Pasečņiks   |                    |                    |
| 1             | 0         | 1               | 0         | 1                  | 2                  | 3                  | 5                  | 4                  | 2                  |

## Líban
| 2001-2004   | 2004-2005      | 2005-2006   | 2006-2007   | 2007-2008   | 2008-2019 | 2019-2022    |
| ----------- | -------------- | ----------- | ----------- | ----------- | --------- | ------------ |
| Loren Woods | Loren Woods    | Loren Woods |             | Loren Woods |           | Norvel Pelle |
|             | Matt Freije    |             | Matt Freije |             |           |              |
|             | Jackson Vroman |             |             |             |           |              |
| 1           | 3              | 2           | 2           | 1           | 0         | 1            |

## Líbia
| 2004-2005                           | 2005-2006                           |
| Rael Elhamali (abans Randy Holcomb) | Rael Elhamali (abans Randy Holcomb) |
| ----------------------------------- | ----------------------------------- |
| Hesham Salem (abans Hiram Fuller)   |                                     |
| 2                                   | 1                                   |

## Lituània
| 1989-1995            | 1995-1997            | 1997-2001          | 2001-2002          | 2002-2003          | 2003-2005          | 2005-2006                | 2006-2007            | 2007-2009          | 2009-2010          | 2010-2011          | 2011-2012    | 2012-2013          | 2013-2016          | 2016-2017            | 2017-2019         | 2019-2020         | 2020-2021         | 2021-2022         |
| -------------------- | -------------------- | ------------------ | ------------------ | ------------------ | ------------------ | ------------------------ | -------------------- | ------------------ | ------------------ | ------------------ | ------------ | ------------------ | ------------------ | -------------------- | ----------------- | ----------------- | ----------------- | ----------------- |
| Šarūnas Marčiulionis | Šarūnas Marčiulionis | Žydrūnas Ilgauskas | Žydrūnas Ilgauskas | Žydrūnas Ilgauskas | Žydrūnas Ilgauskas | Žydrūnas Ilgauskas       | Žydrūnas Ilgauskas   | Žydrūnas Ilgauskas | Žydrūnas Ilgauskas | Žydrūnas Ilgauskas |              | Jonas Valančiūnas  | Jonas Valančiūnas  | Jonas Valančiūnas    | Jonas Valančiūnas | Jonas Valančiūnas | Jonas Valančiūnas | Jonas Valančiūnas |
|                      | Arvydas Sabonis      | Arvydas Sabonis    |                    | Arvydas Sabonis    | Darius Songaila    | Darius Songaila          | Darius Songaila      | Darius Songaila    | Darius Songaila    | Darius Songaila    |              | Donatas Motiejūnas | Donatas Motiejūnas | Donatas Motiejūnas   |                   |                   | Deividas Sirvydis | Arnoldas Kulboka  |
|                      |                      |                    |                    |                    |                    | Linas Kleiza             | Linas Kleiza         | Linas Kleiza       |                    | Linas Kleiza       | Linas Kleiza | Linas Kleiza       |                    | Domantas Sabonis     | Domantas Sabonis  | Domantas Sabonis  | Domantas Sabonis  | Domantas Sabonis  |
|                      |                      |                    |                    |                    |                    | Šarūnas Jasikevičius     | Šarūnas Jasikevičius |                    |                    |                    |              |                    |                    | Mindaugas Kuzminskas |                   |                   |                   |                   |
|                      |                      |                    |                    |                    |                    | Martynas Andriuškevičius |                      |                    |                    |                    |              |                    |                    |                      |                   |                   |                   |                   |
|                      |                      |                    |                    |                    |                    | Arvydas Macijauskas      |                      |                    |                    |                    |              |                    |                    |                      |                   |                   |                   |                   |
| 1                    | 2                    | 2                  | 1                  | 2                  | 2                  | 6                        | 4                    | 3                  | 2                  | 3                  | 1            | 3                  | 2                  | 4                    | 2                 | 2                 | 3                 | 3                 |

## Macedònia del Nord
| 1998-2000  | 2000-2007 | 2007-2008         | 2008-2013 | 2013-2015  | 2015-2017 | 2017-2018   |
| ---------- | --------- | ----------------- | --------- | ---------- | --------- | ----------- |
| Ryan Stack |           | Darius Washington |           | Pero Antić |           | Jacob Wiley |
| 1          | 0         | 1                 | 0         | 1          | 0         | 1           |

## Mali
| 2000-2001       | 2001-2002 | 2002-2003       | 2003-2016 | 2016-2020     |
| --------------- | --------- | --------------- | --------- | ------------- |
| Soumaila Samake |           | Soumaila Samake |           | Cheick Diallo |
| 1               | 0         | 1               | 0         | 1             |

## Mèxic
| 1997-1998      | 1998-2000 | 2000-2011      | 2011-2012      | 2012-2013 | 2013-2014       | 2014-2016       | 2016-2019 | 2019-2022             |
| -------------- | --------- | -------------- | -------------- | --------- | --------------- | --------------- | --------- | --------------------- |
| Horacio Llamas |           | Eduardo Nájera | Eduardo Nájera |           | Jorge Gutiérrez | Jorge Gutiérrez |           | Juan Toscano-Anderson |
|                |           |                | Gustavo Ayón   |           |                 |                 |           |                       |
| 1              | 0         | 1              | 2              | 1         | 2               | 1               | 0         | 1                     |

## Montenegro
| 2001-2002        | 2002-2003        | 2003-2004        | 2004-2005        | 2005-2006       | 2006-2009    | 2009-2010 | 2010-2011      | 2011-2017      | 2017-2019      | 2019-2021      | 2021-2022       |
| ---------------- | ---------------- | ---------------- | ---------------- | --------------- | ------------ | --------- | -------------- | -------------- | -------------- | -------------- | --------------- |
| Predrag Drobnjak | Predrag Drobnjak | Predrag Drobnjak | Predrag Drobnjak |                 | Quincy Douby |           | Nikola Peković | Nikola Peković |                | Javonte Green  | Javonte Green   |
|                  | Predrag Savović  | Žarko Čabarkapa  | Žarko Čabarkapa  | Žarko Čabarkapa |              |           |                | Nikola Vučević | Nikola Vučević | Nikola Vučević | Nikola Vučević  |
|                  |                  | Slavko Vraneš    |                  |                 |              |           |                |                |                |                | Marko Simonović |
|                  |                  | Omar Cook        |                  |                 |              |           |                |                |                |                |                 |
| 1                | 2                | 4                | 3                | 1               | 1            | 0         | 1              | 2              | 1              | 2              | 3               |

## Nigèria
| 1994-1995    | 1995-1998  | 1998-1999          | 1999-2000          | 2000-2002          | 2002-2003          | 2003-2004          | 2004-2005          | 2005-2006          | 2006-2007          | 2007-2009        | 2009-2010        | 2010-2011       | 2011-2012        | 2012-2013    | 2013-2015    | 2015-2016     | 2016-2017      | 2017-2018      | 2018-2019     | 2019-2020     | 2020-2021        | 2021-2022      |
| ------------ | ---------- | ------------------ | ------------------ | ------------------ | ------------------ | ------------------ | ------------------ | ------------------ | ------------------ | ---------------- | ---------------- | --------------- | ---------------- | ------------ | ------------ | ------------- | -------------- | -------------- | ------------- | ------------- | ---------------- | -------------- |
| Yinka Dare   | Yinka Dare | Michael Olowokandi | Michael Olowokandi | Michael Olowokandi | Michael Olowokandi | Michael Olowokandi | Michael Olowokandi | Michael Olowokandi | Michael Olowokandi |                  |                  | Solomon Alabi   | Solomon Alabi    | Festus Ezeli | Festus Ezeli | Festus Ezeli  | Festus Ezeli   | Festus Ezeli   | Josh Okogie   | Josh Okogie   | Josh Okogie      | Josh Okogie    |
| Julius Nwosu |            |                    | Obinna Ekezie      | Obinna Ekezie      |                    | Ime Udoka          | Obinna Ekezie      | Ime Udoka          | Ime Udoka          | Ime Udoka        | Ime Udoka        | Ime Udoka       | Kelenna Azubuike | Josh Akognon |              |               | Michael Gbinje | Michael Gbinje | Chimezie Metu | Chimezie Metu | Chimezie Metu    | Chimezie Metu  |
|              |            |                    |                    | Olumide Oyedeji    | Olumide Oyedeji    |                    |                    | Ike Diogu          | Ike Diogu          | Ike Diogu        |                  | Ike Diogu       | Ike Diogu        |              |              |               | Daniel Ochefu  | Daniel Ochefu  |               | Gabe Vincent  | Udoka Azubuike   | Udoka Azubuike |
|              |            |                    |                    |                    |                    |                    |                    |                    | Kelenna Azubuike   | Kelenna Azubuike | Kelenna Azubuike | Ben Uzoh        |                  | Ben Uzoh     |              |               |                | Monte Morris   | Monte Morris  | Monte Morris  | Monte Morris     | Monte Morris   |
|              |            |                    |                    |                    |                    |                    |                    |                    |                    |                  |                  | Al-Farouq Aminu |                  |              |              |               |                |                |               |               |                  |                |
|              |            |                    |                    |                    |                    |                    |                    |                    |                    |                  |                  |                 |                  |              |              | Jahlil Okafor | Jahlil Okafor  | Jahlil Okafor  | Jahlil Okafor | Jahlil Okafor | Jahlil Okafor    | Jordan Nwora   |
|              |            |                    |                    |                    |                    |                    |                    |                    |                    |                  |                  | Expe Udoh       | Expe Udoh        | Expe Udoh    | Expe Udoh    |               |                | Expe Udoh      | Expe Udoh     | KZ Okpala     | KZ Okpala        | KZ Okpala      |
|              |            |                    |                    |                    |                    |                    |                    |                    |                    |                  |                  |                 |                  |              |              |               |                |                |               | Miye Oni      |                  |                |
|              |            |                    |                    |                    |                    |                    |                    |                    |                    |                  |                  |                 |                  |              |              |               |                |                |               |               | Precious Achiuwa |                |
|              |            |                    |                    |                    |                    |                    |                    |                    |                    |                  |                  |                 |                  |              |              |               |                |                |               |               | Gabe Vincent     |                |
| 2            | 1          | 1                  | 2                  | 3                  | 2                  | 2                  | 2                  | 3                  | 4                  | 3                | 2                | 4               | 4                | 5            | 3            | 3             | 5              | 7              | 6             | 8             | 10               | 10             |

## Noruega
| 1989-1990    |
| Torgeir Bryn |
| 1            |
| ------------ |

## Nova Zelanda
| 1998-2000  | 2000-2001 | 2001-2003  | 2003-2005   | 2005-2011  | 2011-2013 | 2013-2022    |
| ---------- | --------- | ---------- | ----------- | ---------- | --------- | ------------ |
| Sean Marks |           | Sean Marks | Sean Marks  | Sean Marks |           | Steven Adams |
|            |           |            | Kirk Penney |            |           |              |
| 1          | 0         | 1          | 2           | 1          | 0         | 1            |

## Països Baixos
| 1976-1984  | 1984-1988 | 1988-1993 | 1993-1996     | 1996-2000 | 2000-2002 | 2002-2003    | 2003-2011       | 2011-2012       |
| ---------- | --------- | --------- | ------------- | --------- | --------- | ------------ | --------------- | --------------- |
| Swen Nater |           | Rik Smits | Rik Smits     | Rik Smits |           | Dan Gadzuric | Dan Gadzuric    |                 |
|            |           |           | Geert Hammink |           |           |              | Francisco Elson | Francisco Elson |
| 1          | 0         | 1         | 2             | 1         | 0         | 1            | 2               | 1               |

## Panamà
| 1984-1985   | 1985-1986       | 1986-1991   | 1991-2000 | 2000-2001    | 2001-2010 | 2010-2012   |
| ----------- | --------------- | ----------- | --------- | ------------ | --------- | ----------- |
| Stuart Gray | Stuart Gray     | Stuart Gray |           | Rubén Garcés |           | Gary Forbes |
|             | Lorenzo Charles |             |           |              |           |             |
| 1           | 2               | 1           | 0         | 1            | 0         | 1           |

## Polònia
| 1997-1998      | 1998-2002 | 2002-2003        | 2003-2004        | 2004-2006 | 2006-2007 | 2007-2019     |
| -------------- | --------- | ---------------- | ---------------- | --------- | --------- | ------------- |
| Jeff Nordgaard |           | Cezary Trybański | Cezary Trybański |           |           | Marcin Gortat |
|                |           |                  | Maciej Lampe     |           |           |               |
| 1              | 0         | 1                | 2                | 1         | 0         | 1             |

## Portugal
| 2021-2022     |
| Neemias Queta |
| 1             |
| ------------- |

## Puerto Rico
| 1978-1980 | 1980-1988 | 1988-1989   | 1989-1990  | 1990-2000 | 2000-2001       | 2001-2002       | 2002-2003     | 2003-2004       | 2004-2005        | 2005-2006     | 2006-2007       | 2007-2008       | 2008-2009       | 2009-2011       | 2011-2012       | 2012-2014       | 2014-2015       | 2015-2016       | 2016-2017       | 2017-2018       | 2018-2019       | 2019-2020       | 2020-2022       |
| --------- | --------- | ----------- | ---------- | --------- | --------------- | --------------- | ------------- | --------------- | ---------------- | ------------- | --------------- | --------------- | --------------- | --------------- | --------------- | --------------- | --------------- | --------------- | --------------- | --------------- | --------------- | --------------- | --------------- |
| Butch Lee |           | José Ortiz  | José Ortiz |           | Daniel Santiago | Daniel Santiago |               | Daniel Santiago | Daniel Santiago  |               | Renaldo Balkman | Renaldo Balkman | Renaldo Balkman | Renaldo Balkman | Renaldo Balkman | Moe Harkless    | Moe Harkless    | Moe Harkless    | Moe Harkless    | Moe Harkless    | Moe Harkless    | Moe Harkless    | Moe Harkless    |
|           |           | Ramón Rivas |            |           |                 | Carlos Arroyo   | Carlos Arroyo | Carlos Arroyo   | Carlos Arroyo    | Carlos Arroyo | Carlos Arroyo   | Carlos Arroyo   |                 | Carlos Arroyo   | Edwin Ubiles    |                 | Shabazz Napier  | Shabazz Napier  | Shabazz Napier  | Shabazz Napier  | Shabazz Napier  | Shabazz Napier  |                 |
|           |           |             |            |           |                 |                 |               |                 | Peter John Ramos |               | José Juan Barea | José Juan Barea | José Juan Barea | José Juan Barea | José Juan Barea | José Juan Barea | José Juan Barea | José Juan Barea | José Juan Barea | José Juan Barea | José Juan Barea | José Juan Barea | José Juan Barea |
|           |           |             |            |           |                 |                 |               |                 |                  |               |                 | Guillermo Díaz  |                 |                 |                 |                 |                 | John Holland    |                 | John Holland    | Tyler Davis     | Tremont Waters  | Tremont Waters  |
|           |           |             |            |           |                 |                 |               |                 |                  |               |                 |                 |                 |                 |                 |                 |                 |                 |                 | Gian Clavell    |                 |                 |                 |
| 1         | 0         | 2           | 1          | 0         | 1               | 2               | 1             | 2               | 3                | 1             | 3               | 4               | 2               | 3               | 3               | 2               |                 | 3               | 2               | 4               | 3               |                 |                 |

## Qatar
| 2003-2008    | 2008-2009    | 2009-2010 | 2010-2012    |
| ------------ | ------------ | --------- | ------------ |
| Javris Hayes |              |           |              |
|              | Trey Johnson |           | Trey Johnson |
| 1            | 2            | 1         | 1            |

## Regne Unit
| 1955-1956    | 1956-1980 | 1980-1989       | 1989-1990       | 1990-1993       | 1993-1994 | 1994-1995       | 1995-1996    | 1996-1999 | 1999-2002    | 2002-2003        | 2003-2004        | 2004-2005             | 2005-2006             | 2006-2007             | 2007-2008             | 2008-2009             | 2009-2011             | 2011-2012             | 2012-2014             | 2014-2015             | 2015-2017             | 2017-2018             | 2020-2022             |
| ------------ | --------- | --------------- | --------------- | --------------- | --------- | --------------- | ------------ | --------- | ------------ | ---------------- | ---------------- | --------------------- | --------------------- | --------------------- | --------------------- | --------------------- | --------------------- | --------------------- | --------------------- | --------------------- | --------------------- | --------------------- | --------------------- |
| Chris Harris |           | James Donaldson | James Donaldson | James Donaldson |           | James Donaldson | John Amaechi |           | John Amaechi | John Amaechi     | Ndubi Ebi        | Ndubi Ebi             |                       | Pops Mensah-Bonsu     |                       | Pops Mensah-Bonsu     | Pops Mensah-Bonsu     |                       | Joel Freeland         | Joel Freeland         |                       | OG Anunoby            | OG Anunoby            |
|              |           |                 | Steve Bucknall  |                 |           |                 |              |           |              | Robert Archibald | Robert Archibald | Luol Deng (fins 2018) | Luol Deng (fins 2018) | Luol Deng (fins 2018) | Luol Deng (fins 2018) | Luol Deng (fins 2018) | Luol Deng (fins 2018) | Luol Deng (fins 2018) | Luol Deng (fins 2018) | Luol Deng (fins 2018) | Luol Deng (fins 2018) | Luol Deng (fins 2018) | Luol Deng (fins 2018) |
|              |           |                 |                 |                 |           |                 |              |           |              |                  |                  | Ben Gordon            |                       |                       |                       |                       |                       |                       |                       |                       |                       |                       |                       |
| 1            | 0         | 1               | 2               | 1               | 0         | 1               | 1            | 0         | 1            | 2                | 2                | 3                     | 2                     |                       |                       |                       | Byron Mullens         | Byron Mullens         | Byron Mullens         |                       |                       |                       |                       |
|              |           |                 |                 |                 |           |                 |              |           |              |                  |                  |                       |                       | 3                     | 2                     | 3                     | 4                     | 3                     | 4                     | 3                     | 1                     | 2                     | 1                     |

## República Dominicana
| 1988-1990    | 1990-1993 | 1993-1994    | 1994-1998 | 1998-2002    | 2002-2004 | 2004-2005   | 2005-2007          | 2007-2015        | 2015-2016          | 2016-2017 | 2017-2018          | 2018-2019     | 2019-2020 | 2020-2021 | 2021-2022    |
| ------------ | --------- | ------------ | --------- | ------------ | --------- | ----------- | ------------------ | ---------------- | ------------------ | --------- | ------------------ | ------------- | --------- | --------- | ------------ |
| Tito Horford |           | Tito Horford |           | Felipe López |           | Luis Flores | Francisco García   | Francisco García | Luis David Montero |           | Luis David Montero | Ángel Delgado |           |           | Chris Duarte |
|              |           |              |           |              |           |             | Charlie Villanueva |                  |                    |           |                    |               |           |           |              |
|              |           |              |           |              |           |             |                    | Al Horford       |                    |           |                    |               |           |           |              |
|              |           |              |           |              |           |             |                    |                  | Karl-Anthony Towns |           |                    |               |           |           |              |
| 1            | 0         | 1            | 0         | 1            | 0         | 1           | 2                  | 3                | 4                  | 2         | 3                  | 3             | 2         | 2         | 3            |

## Romania
| 1993-2000        |
| Gheorghe Muresan |
| 1                |
| ---------------- |

## Rússia
| 1994-1995         | 1995-1998 | 1998-1999      | 1999-2001 | 2001-2003        | 2003-2004        | 2004-2005        | 2005-2006        | 2006-2007        | 2007-2008        | 2008-2010        | 2010-2011        | 2011-2012      | 2012-2013        | 2013-2015        | 2015-2016      | 2016-2018      | 2018-2019      |
| ----------------- | --------- | -------------- | --------- | ---------------- | ---------------- | ---------------- | ---------------- | ---------------- | ---------------- | ---------------- | ---------------- | -------------- | ---------------- | ---------------- | -------------- | -------------- | -------------- |
| Sergei Bazarevich |           | Kelly Mc Carty |           | Andrei Kirilenko | Andrei Kirilenko | Andrei Kirilenko | Andrei Kirilenko | Andrei Kirilenko | Andrei Kirilenko | Andrei Kirilenko | Andrei Kirilenko |                | Andrei Kirilenko | Andrei Kirilenko | Sasha Kaun     | Joel Bolomboy  |                |
|                   |           |                |           |                  | Travis Hansen    | Viktor Khryapa   | Viktor Khryapa   | Viktor Khryapa   | Viktor Khryapa   |                  | Timofey Mozgov   | Timofey Mozgov | Timofey Mozgov   | Timofey Mozgov   | Timofey Mozgov | Timofey Mozgov | Timofey Mozgov |
|                   |           |                |           |                  |                  | Pavel Podkolzin  | Pavel Podkolzin  |                  |                  |                  |                  |                | Alexey Shved     | Alexey Shved     |                |                |                |
|                   |           |                |           |                  |                  |                  | Yaroslav Korolev | Yaroslav Korolev |                  |                  |                  |                |                  | Sergey Karasev   | Sergey Karasev |                |                |
|                   |           |                |           |                  |                  |                  | Sergei Monia     |                  |                  |                  |                  |                |                  |                  |                |                |                |
| 1                 | 0         | 1              | 0         | 1                | 2                | 3                | 5                | 3                | 2                | 1                | 2                | 1              | 3                | 4                | 3              | 2              | 1              |

## Saint Lucia
| 2018-2019     |
| Chris Boucher |
| 1             |
| ------------- |

## Senegal
| 1998-1999       | 1999-2000 | 2000-2001       | 2001-2004       | 2004-2005       | 2005-2006       | 2006-2007     | 2007-2009     | 2009-2010     | 2010-2012      | 2012-2013     | 2013-2014      | 2014-2016    | 2016-2017     | 2017-2019     | 2019-2022     |
| --------------- | --------- | --------------- | --------------- | --------------- | --------------- | ------------- | ------------- | ------------- | -------------- | ------------- | -------------- | ------------ | ------------- | ------------- | ------------- |
| Makhtar N'Diaye |           | Mamadou N'Diaye | Mamadou N'Diaye | Mamadou N'Diaye | Boniface N'Dong | Mouhamed Sene | Mouhamed Sene |               | Hamady N'Diaye |               | Hamady N'Diaye |              | Maurice Ndour |               | Tacko Fall    |
|                 |           |                 | DeSagana Diop   | DeSagana Diop   | DeSagana Diop   | DeSagana Diop | DeSagana Diop | DeSagana Diop | DeSagana Diop  | DeSagana Diop | Gorgui Dieng   | Gorgui Dieng | Gorgui Dieng  | Gorgui Dieng  | Gorgui Dieng  |
|                 |           |                 |                 | Pape Sow        | Pape Sow        | Pape Sow      | Cheikh Samb   |               |                |               |                |              | Georges Niang | Georges Niang | Georges Niang |
| 1               | 0         | 1               | 2               | 3               | 3               | 3             | 3             | 1             | 2              | 1             | 2              | 1            | 3             | 1             |               |

## Sèrbia
| 1989-1990     | 1990-1991   | 1991-1992   | 1992-1993      | 1993-1995   | 1995-1996         | 1996-1997           | 1997-1998   | 1998-2000       | 2000-2001       | 2001-2002           | 2002-2003           | 2003-2004                 | 2004-2005                 | 2005-2006                 | 2006-2007                 | 2007-2008                 | 2008-2009                 | 2009-2011                 | 2011-2013           | 2013-2014          | 2014-2015          | 2015-2017        | 2017-2019         | 2019-2020         | 2020-2021          | 2021-2022          |
| ------------- | ----------- | ----------- | -------------- | ----------- | ----------------- | ------------------- | ----------- | --------------- | --------------- | ------------------- | ------------------- | ------------------------- | ------------------------- | ------------------------- | ------------------------- | ------------------------- | ------------------------- | ------------------------- | ------------------- | ------------------ | ------------------ | ---------------- | ----------------- | ----------------- | ------------------ | ------------------ |
| Vlade Divac   | Vlade Divac | Vlade Divac | Vlade Divac    | Vlade Divac | Vlade Divac       | Vlade Divac         | Vlade Divac | Vlade Divac     | Vlade Divac     | Vlade Divac         | Vlade Divac         | Vlade Divac               | Vlade Divac               |                           | Mile Ilić                 | Kosta Perović             |                           |                           | Miroslav Raduljica  | Miroslav Raduljica | Miroslav Raduljica | Nemanja Bjelica  | Nemanja Bjelica   | Nemanja Bjelica   | Nemanja Bjelica    | Nemanja Bjelica    |
| Žarko Paspalj | Miloš Babić | Miloš Babić | Radisav Ćurčić |             | Predrag Danilović | Predrag Danilović   |             | Peja Stojaković | Peja Stojaković | Peja Stojaković     | Peja Stojaković     | Peja Stojaković           | Peja Stojaković           | Peja Stojaković           | Peja Stojaković           | Peja Stojaković           | Peja Stojaković           | Peja Stojaković           |                     | Ognjen Kuzmić      | Ognjen Kuzmić      | Nikola Jokić     | Nikola Jokić      | Nikola Jokić      | Nikola Jokić       | Nikola Jokić       |
|               |             |             |                |             | Rastko Cvetković  | Aleksandar Đorđević |             |                 | Dragan Tarlać   | Vladimir Radmanović | Vladimir Radmanović | Vladimir Radmanović       | Vladimir Radmanović       | Vladimir Radmanović       | Vladimir Radmanović       | Vladimir Radmanović       | Vladimir Radmanović       | Vladimir Radmanović       | Vladimir Radmanović | Nemanja Nedović    |                    | Boban Marjanović | Boban Marjanović  | Boban Marjanović  | Boban Marjanović   | Boban Marjanović   |
|               |             |             |                |             |                   |                     |             |                 |                 | Željko Rebrača      | Željko Rebrača      | Željko Rebrača            | Željko Rebrača            | Željko Rebrača            | Željko Rebrača            |                           |                           |                           |                     |                    |                    |                  | Bogdan Bogdanović | Bogdan Bogdanović | Bogdan Bogdanović  | Bogdan Bogdanović  |
|               |             |             |                |             |                   |                     |             |                 |                 |                     | Marko Jarić         | Marko Jarić               | Marko Jarić               | Marko Jarić               | Marko Jarić               | Marko Jarić               | Marko Jarić               |                           |                     |                    |                    |                  | Miloš Teodosić    | Alen Smailagić    | Alen Smailagić     |                    |
|               |             |             |                |             |                   |                     |             |                 |                 |                     | Igor Rakočević      | Darko Miličić (fins 2014) | Darko Miličić (fins 2014) | Darko Miličić (fins 2014) | Darko Miličić (fins 2014) | Darko Miličić (fins 2014) | Darko Miličić (fins 2014) | Darko Miličić (fins 2014) |                     |                    |                    |                  |                   | Marko Gudurić     | Aleksej Pokuševski | Aleksej Pokuševski |
|               |             |             |                |             |                   |                     |             |                 |                 |                     | Predrag Savović     | Sasha Pavlović            | Sasha Pavlović            | Sasha Pavlović            | Sasha Pavlović            | Sasha Pavlović            | Sasha Pavlović            | Sasha Pavlović            | Sasha Pavlović      | Sasha Pavlović     |                    |                  |                   |                   |                    |                    |
|               |             |             |                |             |                   |                     |             |                 |                 |                     |                     |                           | Nenad Krstić              |                           |                           |                           |                           |                           |                     |                    |                    |                  |                   |                   |                    |                    |
| 2             | 2           | 2           | 2              | 1           | 3                 | 3                   | 1           | 2               | 3               | 4                   | 7                   | 7                         | 8                         | 7                         | 8                         | 7                         | 6                         | 5                         | 3                   | 4                  | 2                  | 3                | 5                 | 6                 | 6                  | 5                  |

## Sud-àfrica
| 2006-2020       |
| Thabo Sefolosha |
| 1               |
| --------------- |

## Sudan
| 1985-1995  | 1995-2019 | 2019-2020 |
| ---------- | --------- | --------- |
| Manute Bol |           | Bol Bol   |
| 1          | 0         | 1         |

## Sudan del sud
| 2005-2006 | 2006-2019 | 2019-2020      |
| --------- | --------- | -------------- |
| Deng Gai  |           | Wenyen Gabriel |
| 1         |           | 1              |

## Suècia
| 2009-2012     | 2012-2015      | 2015-2019     |
| Jonas Jerebko | Jonas Jerebko  | Jonas Jerebko |
| ------------- | -------------- | ------------- |
|               | Jeffery Taylor |               |
| 1             | 2              | 1             |

## Suïssa
| 2006-2014       | 2014-2020    | 2020-2022 |
| --------------- | ------------ | --------- |
| Thabo Sefolosha |              |           |
|                 | Clint Capela |           |
| 1               | 2            | 1         |

## Tanzània
| 2009-2014       |
| Hasheem Thabeet |
| 1               |
| --------------- |

## Trinitat i Tobago
| 1973-1978   | 1978-2017 | 2017-2018              |
| ----------- | --------- | ---------------------- |
| Ken Charles |           | DeVaughn Akoon-Purcell |
| 1           | 0         | 1                      |

## Tunísia
| 2015-2019   |
| Salah Mejri |
| 1           |
| ----------- |

## Turquia
| 1999-2000      | 2000-2002     | 2002-2004     | 2004-2005       | 2005-2006     | 2006-2007      | 2007-2009     | 2009-2010      | 2010-2011      | 2011-2012      | 2012-2013      | 2013-2014      | 2014-2015      | 2015-2016      | 2016-2017      | 2017-2018      | 2018-2019      | 2019-2021      | 2021-2022      |
| -------------- | ------------- | ------------- | --------------- | ------------- | -------------- | ------------- | -------------- | -------------- | -------------- | -------------- | -------------- | -------------- | -------------- | -------------- | -------------- | -------------- | -------------- | -------------- |
| Mirsad Türkcan | Hedo Türkoğlu | Hedo Türkoğlu | Hedo Türkoğlu   | Hedo Türkoğlu | Hedo Türkoğlu  | Hedo Türkoğlu | Hedo Türkoğlu  | Hedo Türkoğlu  | Hedo Türkoğlu  | Hedo Türkoğlu  | Hedo Türkoğlu  | Hedo Türkoğlu  |                |                | Furkan Korkmaz | Furkan Korkmaz | Furkan Korkmaz | Furkan Korkmaz |
|                |               | Mehmet Okur   | Mehmet Okur     | Mehmet Okur   | Mehmet Okur    | Mehmet Okur   | Mehmet Okur    | Mehmet Okur    | Mehmet Okur    |                | Shane Larkin   | Shane Larkin   | Shane Larkin   |                | Shane Larkin   |                |                | Alperen Şengün |
|                |               |               | İbrahim Kutluay |               | Ersan İlyasova |               | Ersan İlyasova | Ersan İlyasova | Ersan İlyasova | Ersan İlyasova | Ersan İlyasova | Ersan İlyasova | Ersan İlyasova | Ersan İlyasova | Ersan İlyasova | Ersan İlyasova | Ersan İlyasova | Ersan İlyasova |
|                |               |               |                 |               |                |               |                | Ömer Aşık      | Ömer Aşık      | Ömer Aşık      | Ömer Aşık      | Ömer Aşık      | Ömer Aşık      | Ömer Aşık      | Ömer Aşık      | Ömer Aşık      |                | Ömer Yurtseven |
|                |               |               |                 |               |                |               |                | Semih Erden    | Semih Erden    |                |                | Furkan Aldemir | Salah Mejri    | Salah Mejri    | Salah Mejri    | Salah Mejri    |                |                |
|                |               |               |                 |               |                |               |                |                | Enes Kanter    |                |                |                |                |                |                |                |                |                |
|                |               |               |                 |               |                |               |                |                |                |                |                |                |                |                | Cedi Osman     |                |                |                |
| 1              | 1             | 2             | 3               | 2             | 3              | 2             | 3              | 5              | 6              | 4              | 5              | 6              | 5              | 4              | 7              | 6              | 4              | 6              |

## Txèquia
| 1995-1998    | 1998-2002 | 2002-2006   | 2006-2011 | 2011-2014  | 2014-2016 | 2016-2021        | 2021-2022        |
| ------------ | --------- | ----------- | --------- | ---------- | --------- | ---------------- | ---------------- |
| George Zidek |           | Jiří Welsch |           | Jan Veselý |           | Tomáš Satoranský | Tomáš Satoranský |
|              |           |             |           |            |           |                  | Vít Krejčí       |
| 1            | 0         | 1           | 0         | 1          | 0         | 1                | 2                |

## Ucraïna
| 1989-1992        | 1992-1996 | 1996-2000        | 2000-2007        | 2007-2010        | 2010-2011      | 2011-2012      | 2012-2013           | 2013-2014           | 2014-2016 | 2016-2018     | 2018-2022             |
| ---------------- | --------- | ---------------- | ---------------- | ---------------- | -------------- | -------------- | ------------------- | ------------------- | --------- | ------------- | --------------------- |
| Alexander Volkov |           | Vitaly Potapenko | Vitaly Potapenko | Kyrylo Fesenko   | Kyrylo Fesenko | Kyrylo Fesenko | Vyacheslav Kravtsov | Vyacheslav Kravtsov |           | Joel Bolomboy | Sviatoslav Mykhailiuk |
|                  |           |                  | Slava Medvedenko | Oleksiy Pecherov | Pooh Jeter     |                |                     | Alex Len            | Alex Len  | Alex Len      | Alex Len              |
| 1                | 0         | 1                | 2                | 2                | 2              | 1              | 1                   | 2                   | 1         | 2             | 1                     |

## Uganda
| 2021-2022         |
| Ishmail Wainright |
| 1                 |
| ----------------- |

## Uruguai
| 2005-2007       |
| Esteban Batista |
| 1               |
| --------------- |

## Veneçuela
| 1985-1986      | 1986-1991 | 1991-1994    | 1994-1995    | 1995-1999    | 1999-2001 | 2001-2003    | 2003-2004 | 2004-2006   | 2006-2010 | 2010-2016       |
| -------------- | --------- | ------------ | ------------ | ------------ | --------- | ------------ | --------- | ----------- | --------- | --------------- |
| Harold Keeling |           | Carl Herrera | Carl Herrera | Carl Herrera |           | Óscar Torres |           | Donta Smith |           | Greivis Vásquez |
|                |           |              | Askia Jones  |              |           |              |           |             |           |                 |
| 1              | 0         | 1            | 2            | 1            | 0         | 1            | 0         | 1           | 0         | 1               |

## Xina
| 2000-2001   | 2001-2002     | 2002-2003     | 2003-2005   | 2005-2007 | 2007-2008   | 2008-2009   | 2009-2011   | 2011-2012   | 2012-2017 | 2017-2019 |
| ----------- | ------------- | ------------- | ----------- | --------- | ----------- | ----------- | ----------- | ----------- | --------- | --------- |
| Wang Zhizhi | Wang Zhizhi   | Wang Zhizhi   | Wang Zhizhi |           | Yi Jianlian | Yi Jianlian | Yi Jianlian | Yi Jianlian |           | Zhou Qui  |
|             | Mengke Bateer | Mengke Bateer |             |           |             | Sun Yue     |             |             |           |           |
|             |               | Yao Ming      |             |           |             |             |             |             |           |           |
| 1           | 2             | 3             | 2           | 1         | 2           | 3           | 2           | 1           | 0         | 1         |